# Vreden
Vreden és un petit municipi del Land alemany de Rin del Nord-Westfàlia, a prop de la frontera amb els Països Baixos. El nucli urbà està situat a la ribera del riu Berkel.

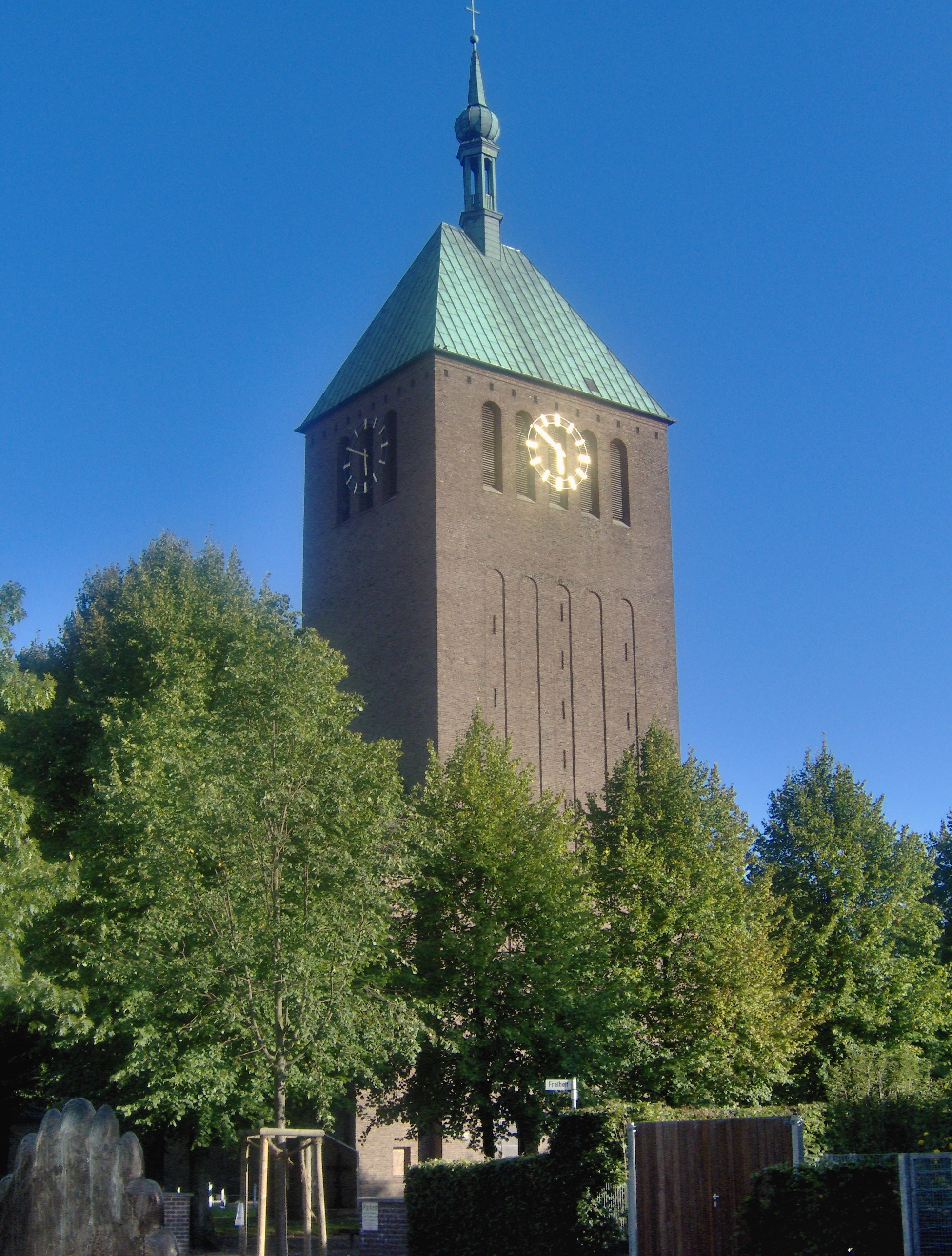
L'església de Sankt Georg, a Vreden